# Germaine (Aisne)
Germaine es una comuna francesa situada en el departamento de Aisne, de la región de Alta Francia.

## Geografía
Está ubicada a 12 km al oeste de San Quintín.

## Demografía
| 117 | 105 | 106 | 103 | 75 | 67 | 67 | 79 |
| Para los censos de 1962 a 1999 la población legal corresponde a la población sin duplicidades (Fuente: INSEE [Consultar]) |     |     |     |    |    |    |    |